# Oslac von York

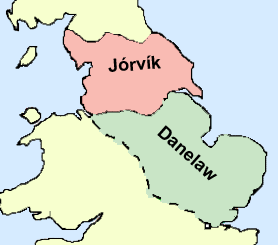
Ungefähre Ausdehnung des Machtbereichs von York (Jórvík) unter Oslacs Regierung

Oslac (fl. 966–975) wird als erster Ealdorman (oder Earl) von York und den davon abhängigen Gebieten betrachtet; diese schlossen die südliche Hälfte von Northumbria ein, müssen aber nicht darauf beschränkt gewesen sein. Oslacs Hintergrund ist aufgrund der schlechten Quellenlage unklar, was zu Uneinigkeit unter Historikern bezüglich seiner Familie und Ethnizität geführt hat.
Es wird angenommen, dass er 966 die Position des Ealdorman von York übernahm und diese Position bis zu seinem Sturz im Jahr 975 innehatte. Möglicherweise war er der erste Ealdorman im Süden Northumbrias, obwohl eine alternative Überlieferung die Aufteilung von Northumbria nach seinem Tod in zwei Ealdormanries vorsieht. Über seine Zeit als Ealdorman ist wenig bekannt, außer der Legende, dass er den schottischen König Kenneth II. zum englischen Königshof eskortierte und 975 aus England ausgewiesen wurde. Danach tritt er in den Quellen nicht mehr auf. Es hatte einen Sohn, von dem aber nicht klar ist, ob er ihm jemals folgte.

## Herkunft
Oslacs Herkunft ist unklar, und aus verfügbaren Quellen kann kein spezifischer Zusammenhang mit einer früheren bekannten Figur hergestellt werden. Zu Oslacs Namen schlagen einigen Historiker vor, dass er ein Norseman war. Dorothy Whitelock wies darauf hin, dass der Name Oslac häufig eine Anglisierung des urnordischen Namens Áslákr ist., während die Autoren des Biographical Dictionary of Dark Age Britain schreiben, das der Name aus dem Danelag stamme, was durch die Tatsache gestützt wird, dass Thored, Oslacs Sohn, Grundbesitz in Cambridgeshire hatte.
Anderseits ist Oslac auch ein echter englischer Name, der das Element Os mit Osulf I. von Bamburgh gemeinsam hat, einem früheren Ealdorman von York, was Beziehungen mit der Familie der Herrscher von Bamburgh im äußersten Norden Englands aufzeigt.

## Anfänge
Die Angelsächsische Chronik berichtet zum Jahr 966, das Thored, Sohn Gunnars, Westmorland überfiel und das Oslac das Amt des Ealdormans übernahm. Einige Historiker meinen, dass Oslac der "älteste Herrscher von ganz Northumbria wurde, einschließlich des Territoriums der High-Reeves von Bamburgh". Es gibt Aufzeichnungen, dass Oslac bereits 963 Urkunden bezeugte; dies könnte den Tod seines Vorgängers Osulf bedeuten und dass er 963 zum Ealdorman ernannt wurde. Einige dieser Urkunden sind als Quellen jedoch problematisch, da sie erst in späteren Kopialbüchern verzeichnet wurden; es besteht somit die Möglichkeit von Fehlern bei ihrer Übertragung. Darüber hinaus wird eine Charta vom 966 einer Verleihung durch Dux Thored von Oslac Minister (d. h. thegn) bezeugt, was darauf hindeutet, dass Oslac nicht vor 966 das Amt eines Ealdorman von York erhalten hatte.

## Division of Northumbria
De primo Saxonum adventu, eine Zusammenstellung von Quellen des 11. oder 12. Jahrhunderts, behauptet, dass nach dem Tod von Osulf Northumbria geteilt wurde: Eadwulf Evil-child habe das Gebiet zwischen dem Firth of Forth und dem Fluss Tees erhalten, Oslac das Gebiet südlich davon bis zum Humber.
Nach John of Wallingford († 1258), teilte König Edgar das Land auf einem Konzil in York, um zu vermeiden, dass das ganze Gebiet das Erbe eines einzigen Mannes werde. Die Historia Regum behauptet, dass eine solche Teilung nicht in der Zeit von Oslac, sondern von Osulf stattfand, und dass die Teilungslinie der Fluss Tyne eher als der Tees war; die Historikerin Dorothy Whitelock hält dies für apokryphisch.

## Karriere
Oslac bezeugte oft die Urkunden König Edgars, was darauf hindeutet, dass er eine Vertrauensstellung am Königshof hatte.
De primo Saxonum adventu berichtet, dass Oslac zusammen mit Eadwulf Evil-child vom Bamburgh und Bischof Ælfsige von Chester-le-Street den schottischen König Kenneth II. nach Wessex eskortierte, wo Edgar seine Basis hatte. 
The two earls [Oslac und Eadwulf] along with Ælfsige, who was bishop of St Cuthbert [968–990], conducted Cinaed to king Edgar. And when he had done homage to him, king Edgar gave him Lothian; and with great honour sent him back to his own.
 Dies muss – falls überhaupt – zwischen 968 und 975 geschehen sein, d. h. nachdem Ælfsige Bischof geworden war und vor dem Tod Edgars. Richard Fletcher datiert das Ereignis auf 973.
Der Historiker G.W.S. Barrow glaubt, dass dies Ereignis den Beginn der schottischen Kontrolle über das Gebiet zwischen dem Tweed und dem Firth of Forth darstellt, das dadurch als Lothian definiert wurde., während der Historiker Alex Woolf vermutet hat, dass der Bericht über Lothian später erfunden wurde, um die Behauptung zu unterstreichen, dass die schottischen Könige Huldigungen für Land in Lothian entgegennahmen.

## Untergang und Vermächtnis
Im Jahr 975, nicht lange nach dem Tod König Edgars, wurde Oslac aus England verbannt, ohne dass hierzu Gründe bekannt sind. Der Historiker Richard Fletcher vermutet, dass der Sturz von Oslac das Ergebnis einer Ablehnung der Thronfolge durch Eduard den Märtyrer gewesen sei.
Die Historia Eliensis berichtet, Oslac haben einen Sohn namens Thored gehabt. Tatsächlich hieß sein Nachfolger Thored, doch es wird nicht klar, ob es sich um Oslacs Sohn oder den Sohn Gunners handelt; die Historiker tendieren zur zweiten Erklärung.
Die Gesta Herwardi teilt mit, dass seine Ururenkelin, Aedeva (Edith) die Mutter von Hereward the Wake gewesen sei.